# زلاتوروج لاشكو
زلاتوروج لاشكو هو فريق كرة سلة سلوفيني للمحترفين تأسس في سنة 1969 يقع مقره في لاشكو ويدربه أليش بيبان. ينافس في الدوري السلوفيني لكرة السلة.

## الإنجازات
الدوري
- الدوري السلوفيني لكرة السلة:

الوصافة (4): 1998–99، 1999–2000، 2003–04، 2015–16
الكأس
- كأس سلوفينيا لكرة السلة:

الفوز (1): 2004
الوصافة (7): 1998، 1999، 2000، 2005، 2006، 2010، 2015
- كأس السوبر السلوفينية لكرة السلة:

الوصافة (2): 2004، 2005

## أبرز اللاعبين
من أبرز اللاعبين الذين لعبوا معه:
- بوستيان ناخبار
- غوران جوراك
- ساني بيتشيروفيتش

## وصلات خارجية
- الموقع الرسمي